# شون غوليت
شون غوليت (بالإنجليزية: Sean Gullette)‏ مخرج سينمائي وكاتب أمريكي ، ولد شون غوليت ببوسطن (الولايات المتحدة الأمريكية) في 4 يونيو 1968 ، وبدأ بإخراج أفلام بجامعة هارفارد مع دارين أرونوفسكي . ثم شارك في كتابة بي (1998) أول أفلام دارين أرونوفسكي، والذي لعب فيه كذلك دور البطولة. شارك كممثل فيما يقارب عشرين فيلما، من ذلك
- قداس الأحلام لدارين أرونوفسكي (2000)،
- وحادث سعيد لبراد أوندرسون (2000).
- الخونة (2013) هو أول فيلم روائي طويل له كمخرج، و قد اقتبسه من فيلم متوسط أنجزه سنة 2010.
- أسس جمعية "مجتمع 212 "، وهي جمعية أمريكية غير ربحية هدفها جمع الأموال لدعم المشاريع الثقافية والتعليمية بالمغرب.

## روابط خارجية
- شون غوليت على موقع IMDb (الإنجليزية)
- شون غوليت على موقع ألو سيني (الفرنسية)
- شون غوليت على موقع أول موفي (الإنجليزية)
- شون غوليت على موقع قاعدة بيانات الأفلام السويدية (السويدية)
- شون غوليت على موقع ديسكوغز (الإنجليزية)
- شون غوليت على موقع قاعدة بيانات الفيلم (الإنجليزية)
- شون غوليت على موقع كينوبويسك (الروسية)
- الموقع الرسمي